# 石丸千賀
石丸 千賀（いしまる ちか、1996年3月29日 - ）は、日本の女性声優、タレント、女優であり、SUPER☆GiRLSの元メンバーである。
福岡県久留米市出身。ディファレンス所属。愛称は、ちかぴ。

## 略歴
昭和音楽大学卒業。2018年3月までスペースクラフト所属のタレントとして、キャンパスクイーンの活動をしていた。
2018年8月、「SUPER☆GiRLS超オーディション!!!!」（SHOWROOMルート部門）に応募。同10月8日実施のファイナリスト決定イベント（第4次審査）を通過して同ルートファイナリスト7名に選出。同11月4日の他ルートのファイナリスト候補と合わせた公開最終審査を経て、同12月19日開催の「SUPER☆GiRLS超LIVE 2018 8th DEBUT Anniversary 〜NEW GENERATIONS!!!!〜」でSUPER☆GiRLS第4期メンバーとしてグループ加入が発表された。2020年3月にはSHOWROOMにて開催された「1位確定！スマホゲーム『東京コンセプション』キャラクター声優オーディション」においてグランプリを獲得し、声優の仕事へも進出。同5月には同じくSHOWROOMにて開催された「戦乱のサムライキングダムキャラクターボイス声優オーディション2!!」においてランキング1位を獲得し可児才蔵役を射止め、その活動の幅を広げている。
2020年10月26日、同年12月31日をもってSUPER☆GiRLSから卒業し、エイベックス・マネジメントを退所した。その後、2021年1月15日からChika名義でソロ活動を開始し、同年5月17日からは再度石丸千賀名義で活動中である。

## 人物
家族構成は、母・祖母（久留米の実家に住んでいる）ぴけぴー（ペット：シンカプーラ）と兄（関東在住）で、呼び方は「お兄やん」である。ファンの愛称は、名前の一部のまるちの部分を取って、「まるちーず」と呼ばれる。SUPER☆GiRLS(スパガ)でのイメージカラー（超絶カラー）はシュプリーム・ブルー（青）であった。
特技はクラシックバレエ。2歳の頃、テレビでロシアのバレエ学校の特集を見て「やってみたい」と発言したことをきっかけに、3歳の時からバレエを始め、11歳の時には短期留学、数多くのコンクールで入賞しながら、13歳の時にはボリショイバレエ学校の教員より勧められ、当時の日本人としては最年少でロシア留学も経験。ロシアの3大国立バレエアカデミーである「ボリショイ・バレエ・アカデミー」2年間、その後「ワガノワ・バレエ・アカデミー」「ペルミ・バレエ・アカデミー」にも所属し、そのキャリアは合計4年間にも及んだ。留学先での勉強により、ロシア語もある程度話すことができる。またロシア人へのお土産として和紙や、和柄の折り紙がすごく喜ばれた経験から、折り紙も特技の一つとなった。日本折紙協会の会員であることも明かされている。バレエでは脚の故障に苦しみ、手術を7回経験。「舞台人としての人生を諦め掛けていた時、ドン底から這い上がってSUPER☆GiRLSになる事ができた」と本人は述懐している。海外経験も長いため、海外のジャパニーズポップカルチャーに出演することも目標のひとつ、としている。日々のトレーニングや食生活にも気を使っており、美しい水着姿の披露には大きな反響があった。
カピバラが好きであり、単身で伊豆シャボテン動物公園にカピバラに会いに行ったこともある。写真を撮影し続け、その数は400枚にも上ったという。

## 出演

### ラジオ
- クラシック大好きアイドル全員集合！（2019年5月4日、NHK-FM）[25][26]
- 石丸千賀の「ちからじ！」（2025年2月27日、渋谷クロスFM） - 『渡邉ひかるの「にょすらじ！」』代行パーソナリティとして

### WEB
- @JAM応援宣言!「@JAM THE WORLD」（2019年1月14日 - 2020年3月30日、SHOWROOM / 2020年4月6日 - 12月28日、MixChannel） - レギュラーサポーター（MC）[27][28]
- 大阪がん医療ウェブセミナー2021「なんでやねん！大阪がん医療ウェブセミナー」オール・アバウト・シリーズ1（2021年4月24日） - MC[29]
- インタラクティブドラマ MIMI GIRL season2 #4 石丸千賀（2021年7月25日、DramaBase）[30]

### 舞台
- 舞台『リライト』（2021年7月7日 - 11日、中目黒キンケロ・シアター） - 南条光 役[31]
- Soft Boiled Theater-3『ゴールデン街の片隅で』（2021年8月18日 - 22日、シアターサンモール） - リン 役
- キミに贈る朗読会『サトラレ』（2021年9月11日・12日、MsmileBOX渋谷）
- Soft Boiled Theater-4『カルテットルーム』（2021年10月20日 - 23日、中目黒キンケロ・シアター） - 山本亜紀 役[32][33]
- 舞台『D.C.III 〜ダ・カーポIII〜君と旅する時の魔法』（2021年11月17日 - 21日、ニッショーホール） - 陽ノ下葵 / 陽ノ本葵 役[34]
- Soft Boiled Theater-5『和道ノ阿修羅』（2021年12月10日 - 12日、京都劇場） - みやび 役
- 『麗和落語〜二〇二二春の陣〜』（2022年2月12日・13日、内幸町ホール）
- 『Wteen 〜罵詈雑言の剣ヶ峰！背水JKに与えられた指令は問答無用のサプライズ〜』（2022年8月25日 - 28日、CBGKシブゲキ!!） - 宮田レイカ 役（Wキャスト）
- 舞台『リセット』（2022年10月13日 - 16日、シアターグリーン BIG TREE THEATER） - 南条光 役
- 尾米タケル之一座 第14回公演『ダークダンス』（2022年12月7日 - 14日、ウッディシアター中目黒） - アヤコ役
- 朗読劇『涙箱』vol.4（2023年2月9日 - 12日、阿佐ヶ谷シアターシャイン）
- 舞台『D.C.III～ダ・カーポIII～ミライへの伝言』（2023年4月19日 - 24日、飛行船シアター） - 陽ノ下葵 / 陽ノ本葵 役
- 『かえってきた南無阿弥ティアラ』（2023年6月29日 - 7月2日、築地本願寺ブディストホール） - 村井真帆 役
- 『失物/lost and...』（2023年7月21日 - 23日、萬劇場） - シンシー 役
- 劇団バルスキッチン第28回公演『高飛車モンスター』（2023年8月9日 - 13日、バルスタジオ） - 東堂雪之丞 役
- 舞台『志立彩色女学院アイドル科』（2023年9月13日 - 18日、バルスタジオ） - 涼宮葵 役
- 朗読劇『涙箱 Vol.7』（2023年10月6日 - 9日、シアターシャイン） - 上原サエ役
- フライドBALL企画 vol.61『海が無えです』（2023年11月15日 - 19日、THEATER BRATS） - 富田冬子 役
- NONE FACTORY 第一回本公演『メリークリスマス』（2023年12月21日 - 25日、バルスタジオ） - 山本莉央 役
- 舞台『MIANEYO ─ごめんね。─』（2024年3月20日 - 24日、俳優座劇場） - 金良枝 役
- SEPT fate to ReAnimation『Rebellion』（2025年10月3日 - 13日〈予定〉、こくみん共済 coop ホール/スペース・ゼロ）[35]

#### 延期・中止
- ミュージカル『VOICE』（未定[注 1]、川崎市アートセンター アルテリオ小劇場） - セイミー役
- 舞台『アイドルブレイク』（2022年7月27日 - 31日、上野ストアハウス） - アイ 役、新型コロナウイルス感染症流行の影響で中止[39]

### ゲーム
- 戦乱のサムライキングダム（2020年、マイネットゲームス） - 可児才蔵 役（声優）
- 東京コンセプション（2020年、スパーク） - 双子童子 陽葵 役（声優）

### イベント

#### 主催イベント
- Chika Birthday Event 2021（2021年3月29日、下北沢Laguna）
- 石丸千賀、誕生日会やるっちゃん♪（2022年3月27日、新宿SAMURAI）
- 石丸千賀バースデーイベント（2024年3月29日、溝ノ口劇場）

#### その他のイベント
- @JAM THE WORLD 春のジャムまつり！（2019年4月13日、新宿BLAZE） - MC[40]
- 渡邉ひかる★石丸千賀コラボイベント〜本日限定！夏祭り！〜（2021年8月9日、新宿ロフトプラスワン）
- ソフボ祭Vol.5-カルテットルーム（2021年11月3日、渋谷TAKE OFF 7）